# Lijst van afleveringen van Arrested Development
Dit is een lijst met afleveringen van de Amerikaanse televisieserie Arrested Development. De serie telt 4 seizoenen. Een overzicht van alle afleveringen is hieronder te vinden.

## Overzicht
| Seizoen | Seizoen | Afleveringen | Uitzenddata       | Uitzenddata      | Netwerk |
| Seizoen | Seizoen | Afleveringen | Start             | Einde            | Netwerk |
| ------- | ------- | ------------ | ----------------- | ---------------- | ------- |
|         | 1       | 22           | 2 november 2003   | 6 mei 2004       | Fox     |
|         | 2       | 18           | 7 november 2004   | 17 april 2005    | Fox     |
|         | 3       | 13           | 19 september 2005 | 10 februari 2006 | Fox     |
|         | 4       | 15           | 26 mei 2013       | 26 mei 2013      | Netflix |
|         | 5       | 17           |                   |                  | Netflix |

## Seizoen 1
| Nr. | Titel aflevering        | Uitzenddatum VS  |
| --- | ----------------------- | ---------------- |
| 1   | Pilot                   | 2 november 2003  |
| 2   | Top Banana              | 9 november 2003  |
| 3   | Bringing Up Buster      | 16 november 2003 |
| 4   | Key Decisions           | 23 november 2003 |
| 5   | Charity Drive           | 30 november 2003 |
| 6   | Visiting Ours           | 7 december 2003  |
| 7   | In God We Trust         | 14 december 2003 |
| 8   | My Mother the Car       | 21 december 2003 |
| 9   | Storming the Castle     | 4 januari 2004   |
| 10  | Pier Pressure           | 11 januari 2004  |
| 11  | Public Relations        | 25 januari 2004  |
| 12  | Marta Complex           | 8 februari 2004  |
| 13  | Beef Consomme           | 15 februari 2004 |
| 14  | Shock and Aww           | 7 maart 2004     |
| 15  | Staff Infection         | 14 maart 2004    |
| 16  | Altar Egos              | 17 maart 2004    |
| 17  | Justice Is Blind        | 21 maart 2004    |
| 18  | Missing Kitty           | 28 maart 2004    |
| 19  | Best Man for the Gob    | 4 april 2004     |
| 20  | Whistler's Mother       | 11 april 2004    |
| 21  | Not Without My Daughter | 25 april 2004    |
| 22  | Let 'Em Eat Cake        | 6 juni 2004      |

## Seizoen 2
| Nr. | Titel aflevering                   | Uitzenddatum VS  |
| --- | ---------------------------------- | ---------------- |
| 1   | The One Where Michael Leaves       | 7 november 2004  |
| 2   | The One Where They Build the House | 14 november 2004 |
| 3   | Amigos                             | 21 november 2004 |
| 4   | Good Grief!                        | 5 december 2004  |
| 5   | Sad Sack                           | 12 december 2004 |
| 6   | Afternoon Delight                  | 19 december 2004 |
| 7   | Switch Hitter                      | 16 januari 2005  |
| 8   | Queen for a Day                    | 23 januari 2005  |
| 9   | Burning Love                       | 30 januari 2005  |
| 10  | Ready, Aim, Marry Me               | 13 februari 2005 |
| 11  | Out on a Limb                      | 6 maart 2005     |
| 12  | Hand to God                        | 6 maart 2005     |
| 13  | Motherboy XXX                      | 13 maart 2005    |
| 14  | The Immaculate Election            | 20 maart 2005    |
| 15  | The Sword of Destiny               | 27 maart 2005    |
| 16  | Meat the Veals                     | 3 april 2005     |
| 17  | Spring Breakout                    | 10 april 2005    |
| 18  | Righteous Brothers                 | 17 april 2005    |

## Seizoen 3
| Nr. | Titel aflevering      | Uitzenddatum VS   |
| --- | --------------------- | ----------------- |
| 1   | The Cabin Show        | 19 september 2005 |
| 2   | For British Eyes Only | 26 september 2005 |
| 3   | Forget Me Now         | 3 oktober 2005    |
| 4   | Notapusy              | 7 november 2005   |
| 5   | Mr. F                 | 7 november 2005   |
| 6   | The Ocean Walker      | 5 december 2005   |
| 7   | Prison Break-In       | 12 december 2005  |
| 8   | Making a Stand        | 19 december 2005  |
| 9   | S.O.B.s               | 2 januari 2006    |
| 10  | Fakin' It             | 10 februari 2006  |
| 11  | Family Ties           | 10 februari 2006  |
| 12  | Exit Strategy         | 10 februari 2006  |
| 13  | Development Arrested  | 10 februari 2006  |

## Seizoen 4
Dit seizoen zal in Amerika alleen worden uitgezonden op Netflix.
| Nr. | Titel aflevering | Uitzenddatum VS |
| --- | ---------------- | --------------- |
| 1   | Michael 1        | 26 mei 2013     |
| 2   | Michael 2        | 26 mei 2013     |
| 3   | George Sr. 1     | 26 mei 2013     |
| 4   | George Sr. 2     | 26 mei 2013     |
| 5   | Lindsay 1        | 26 mei 2013     |
| 6   | Lindsay 2        | 26 mei 2013     |
| 7   | Tobias           | 26 mei 2013     |
| 8   | Gob 1            | 26 mei 2013     |
| 9   | Maeby            | 26 mei 2013     |
| 10  | Lucille          | 26 mei 2013     |
| 11  | Buster           | 26 mei 2013     |
| 12  | George Michael 1 | 26 mei 2013     |
| 13  | George Michael 2 | 26 mei 2013     |
| 14  | Gob 2            | 26 mei 2013     |
| 15  | Episode #4.15    | 26 mei 2013     |